# Rhynchostegium javanicum
Rhynchostegium javanicum là một loài Rêu trong họ Brachytheciaceae. Loài này được (Bél.) Besch. miêu tả khoa học đầu tiên năm 1873.